# Macrosolen albicaulis
Macrosolen albicaulis är en tvåhjärtbladig växtart som beskrevs av Delbert Wiens. Macrosolen albicaulis ingår i släktet Macrosolen och familjen Loranthaceae. Inga underarter finns listade i Catalogue of Life.